# Hylaeus kokeensis
Hylaeus kokeensis är en biart som beskrevs av Karl N. Magnacca och Daly 2003. Hylaeus kokeensis ingår i släktet citronbin, och familjen korttungebin. Inga underarter finns listade i Catalogue of Life.